# Абегг, Юлиус Фридрих Генрих
Юлиус Фридрих Генрих Абегг (нем. Julius Friedrich Heinrich Abegg; 27 марта 1796, Эрланген — 29 мая 1868, Бреслау) — немецкий учёный, специалист в области уголовного и уголовно-процессуального права.
Изучал законоведение в Эрлангене, Гейдельберге, Ландсхуте.
В 1820 году начал чтение лекций в Кёнигсбергском университете. В 1821 году стал экстраординарным профессором, в 1824 году — ординарным.
В 1826 году перешёл в Бреслау, где и работал в университете до конца жизни. Умер в чине тайного советника.
Оставил много сочинений по уголовному праву и по уголовному судопроизводству, иногда также касающихся естественного и гражданского права. Во всех своих учёных трудах Абегг стремился установить связь между философией, историей и действительным применением права. В этом духе в особенности известно его сочинение «Lehrbuch der Strafrechtswissenschaft», на тех же основах написаны его критические статьи на целый ряд проектов новых уголовных законов тех времён.